# Sant’Elia a Pianisi
Sant’Elia a Pianisi – miejscowość i gmina we Włoszech, w regionie Molise, w prowincji Campobasso.
Według danych na rok 2004 gminę zamieszkiwało 2276 osób, 34 os./km².